# خروجی‌های طلایی
خروجی‌های طلایی (به انگلیسی: Golden Exits) فیلمی محصول سال ۲۰۱۷ و به کارگردانی الکس راس پری است. در این فیلم بازیگرانی همچون امیلی براونینگ، اد-راک، مری-لوئیز پارکر، جیسون شوارتزمن، کلویی سونی، آنالی تیپتن و لی‌لی ریب ایفای نقش کرده‌اند.